# Biserica romano-catolică din Cârța
Biserica romano-catolică „Înălțarea Maicii Domnului” din Cârța este un monument istoric aflat pe teritoriul satului Cârța; comuna Cârța, din județul Harghita.
Ansamblul este format din următoarele monumente:
- Biserica romano-catolică "Adormirea Maicii Domnului" (cod LMI HR-II-m-A-12774.01)
- Incinta fortificată, cu turnul porții (cod LMI HR-II-m-A-12774.02)
- Casa parohială romano-catolică (cod LMI HR-II-m-A-12774.03)

## Istoric
Biserica îmbină elemente artistice și arhitecturale gotice și baroce. Mai precis, cu excepția sanctuarului, biserica a fost rezidită și împodobită în stil baroc, la 1796. Piatra pragului găsită tot atunci conține anul 1444 d.C. Construcția a fost efectuată în 1350-1450. Se presupune că pe locul acestui lăcaș de cult exista anterior o biserică romanică. 
În paralel cu construirea bisericii a fost construit turnul de poartă, care a fost finalizat la sfârșitul secolului al XV-lea sau începutul secolului al XVI-lea. Turnul a fost refăcut în 1720. 
La 1850 biserica și turnul erau acoperite cu plăci de staniu.
Istoricul austro-ungar Balázs Orbán a menționat că biserica a avut două ziduri de apărate împotriva năvălirilor otomane și tătărăști, ce-au înconjurat-o. Dar, întrucât partea răsăriteană era stâncoasă, s-a decis că era necesară numai pe partea apuseană, zidurile înălțându-se până la 8 m. Zidurile fiind masive, au permis construirea a 3 încăperi în ele.
La începutul secolului al XX-lea, a fost construită o altă sacristie în locul celei vechi. Ultima restaurare a fost în 1958.  
Biserica cetății poate fi văzută la o înălțime de 735 m, pe un deal stâncos, și se poate ajunge la ea pe sub un turn de poartă. 
Cristelnița aparține goticului târziu; are formă de potir, sculptat artistic, în a doua jumătate a secolului al XV-lea.
Biserica de astăzi este formată dintr-o navă și un sanctuar dublu orientat est-vest. Înspre nord e sacristia și un portic înspre sud. 
Pictura pe ulei de la mijlocul altarului principal e în stil baroc și prezintă ascensiunea Sf. Fecioare Maria la ceruri, icoanele cu sfinții Ștefan al Ungariei și Ladislau I al Ungariei fiind dispuse de-o parte și de alta. Există două altare suplimentare înspre navă și un amvon din barocul târziu. Altarul principal actual a fost realizat în stilul neo-gotic, în a doua jumătate a secolului al XIX-lea. 
Pe partea de miazăzi care duce la biserică se află o statuie barocă. Există pietre funerare vechi în jurul bisericii. În sud-estul bisericii fortificate există o clopotniță de 13 metri înălțime, de origine medievală, ce a servit și ca un turn de intrare în curte.